# Labyrintky

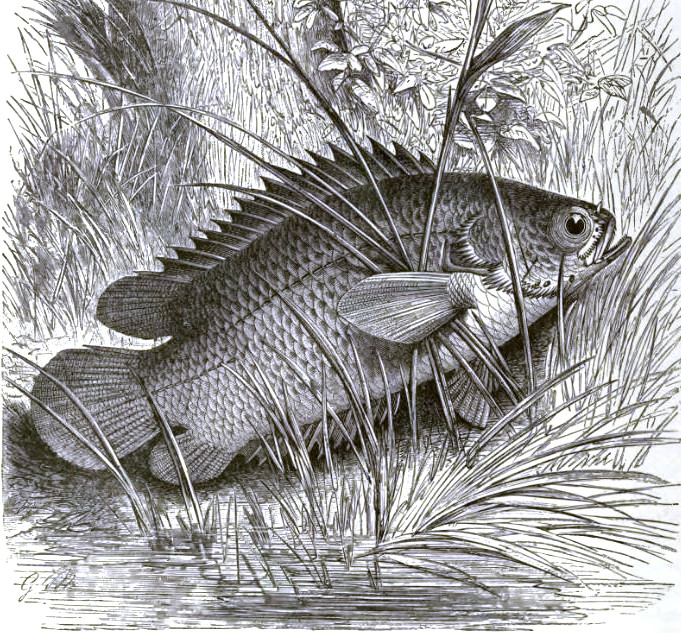
Lezoun indický se aktivně pohybuje po souši.

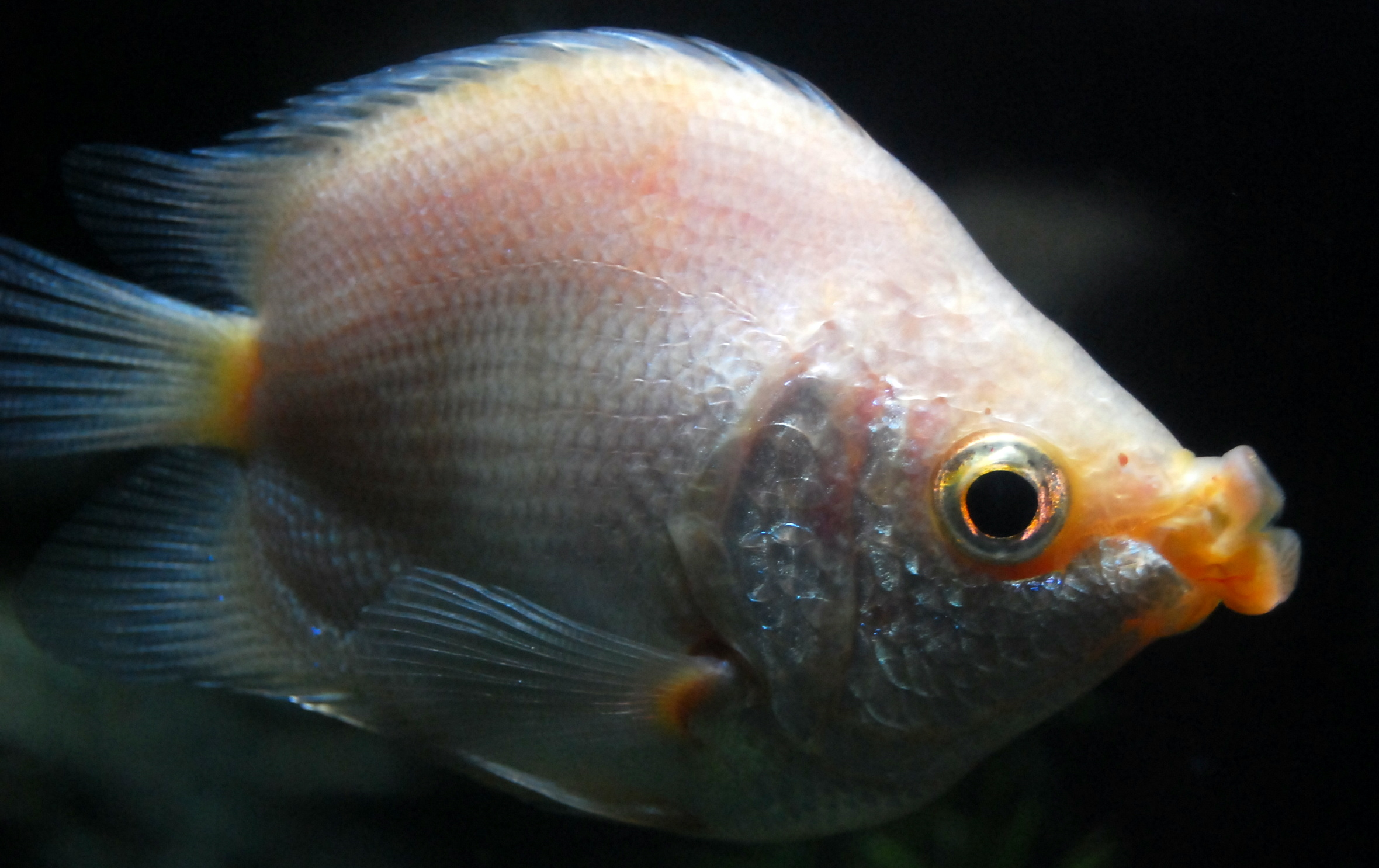
Čichavec líbající je jediný zástupce čeledi čichavcovití.

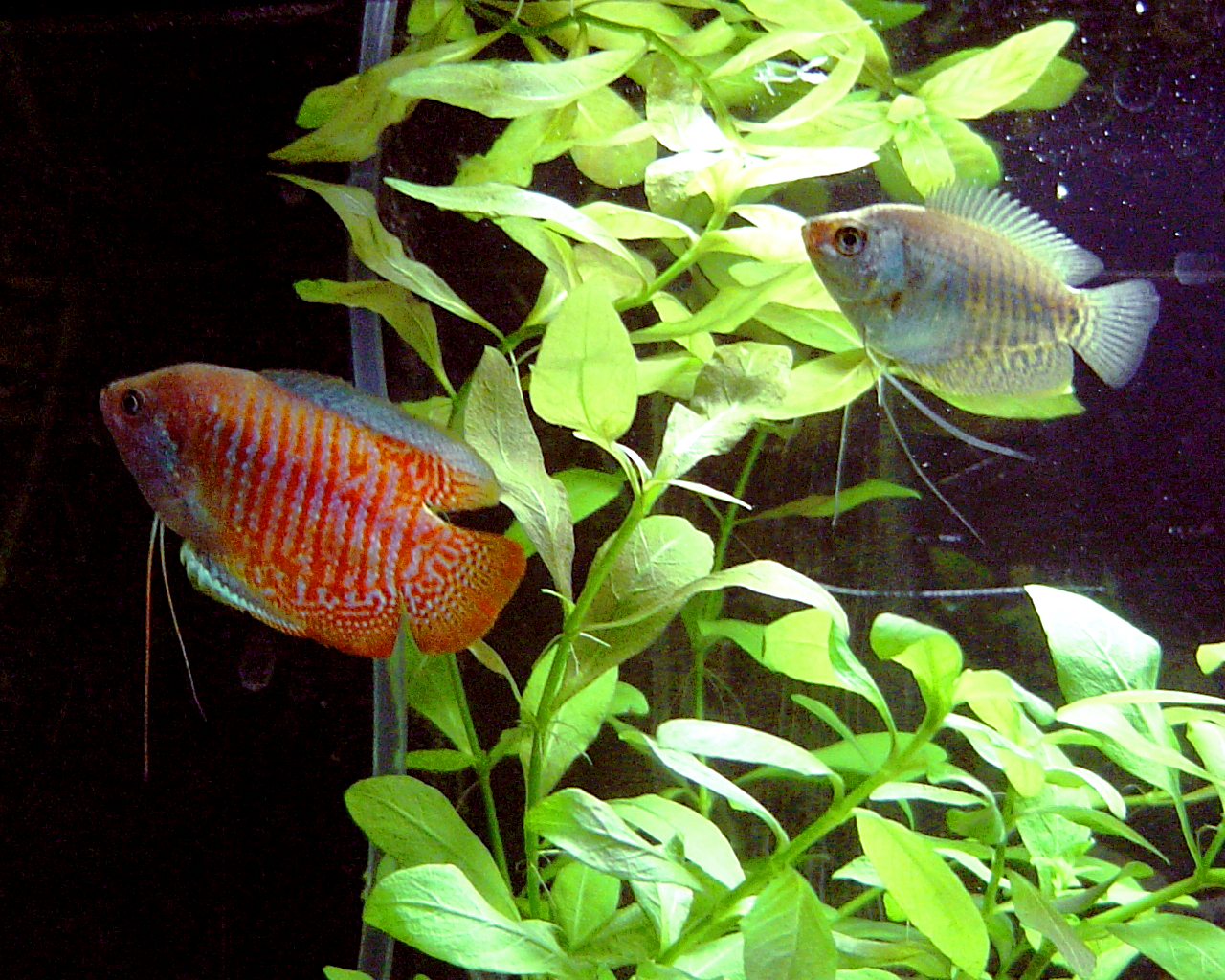
Čichavci zakrslí patří mezi ryby s výrazným pohlavním dimorfismem. Větší a barevnější samec je vlevo.

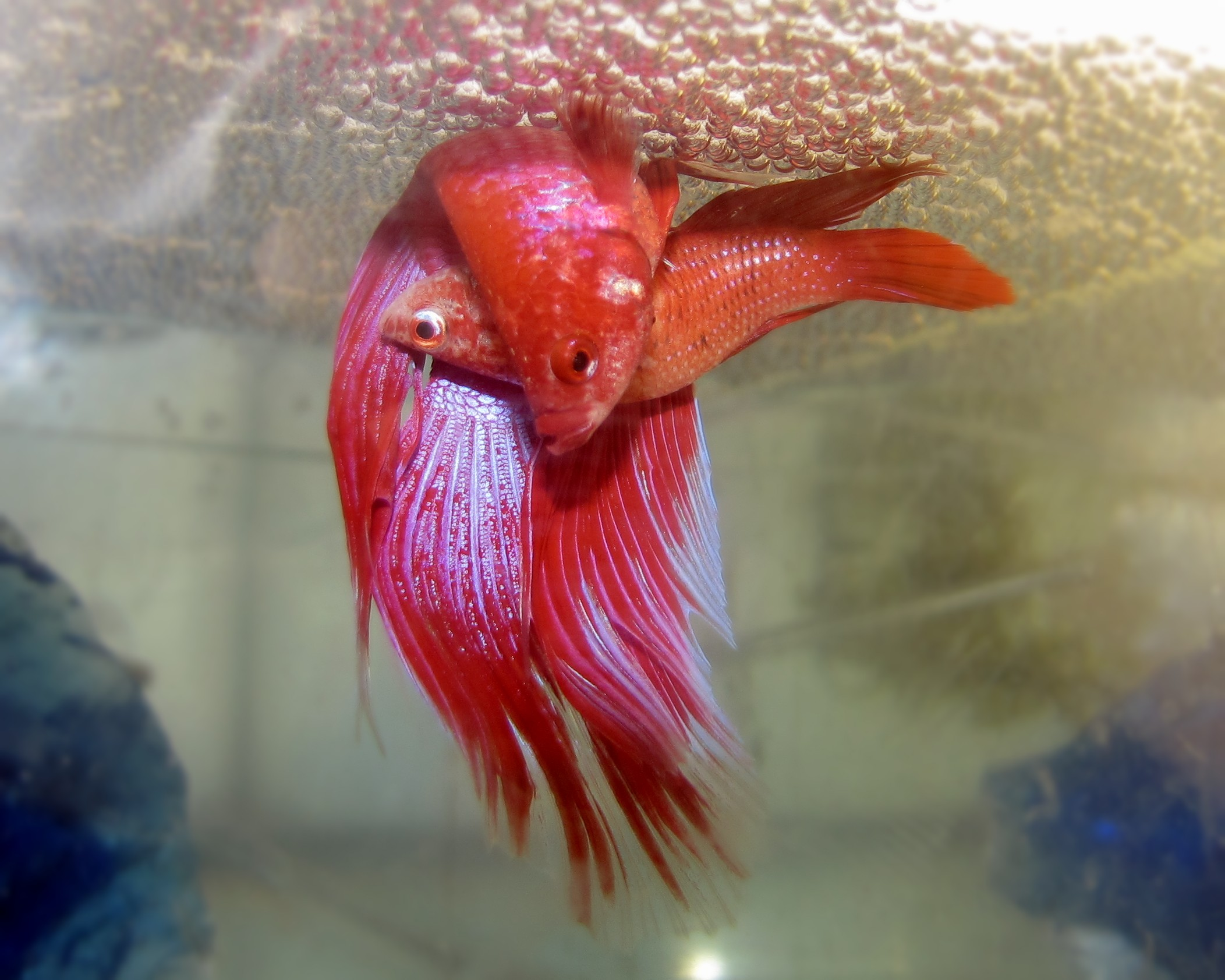
Třoucí se pár bojovnic pestrých po pěnovým hnízdem. Samec objímá samičku.

Labyrintky (Anabantoidei, česky též lezouni) jsou podřád řáduAnabantiformes (dříve Perciformes) paprskoploutvých ryb ze sladkých a vzácně i brakických vod jižní, jihovýchodní a východní Asie a subsaharské Afriky. Labyrintky získaly své jméno podle specializovaného nadžaberního orgánu, labyrintu, s jehož pomocí jsou schopny dýchat atmosférický kyslík. Tato adaptace labyrintkám umožňuje žít i v nedostatečně okysličených vodách nebo krátkodobě přežívat mimo vodu. Lezouni indičtí aktivně vylézají z vody a na krátké vzdálenosti se přesouvají po souši. Řada labyrintek též vyniká péčí o potomstvo. Stará se o něj obvykle samec. K péči o potomstvo využívají labyrintky dvě hlavní strategie – stavbu pěnových hnízd nebo přechovávání jiker a plůdku v tlamě.
Labyrintky zahrnují tři čeledi – převážně africkou čeleď lezounovití (Anabantidae), monotypickou asijskou čeleď čichavcovití (Helostomatidae) a druhově bohatou asijskou čeleď guramovití (Osphronemidae). Patří mezi ně významné konzumní ryby (jako gurama velká a čichavec líbající) i mnoho oblíbených akvarijních ryb – například rájovec dlouhoploutvý, první tropická ryba chovaná v Evropě, a bojovnice pestrá, první tropická ryba chovaná v Česku. Některé labyrintky patří mezi ohrožené druhy, tři druhy bojovnic jsou vedeny na červeném seznamu IUCN jako kriticky ohrožené.

## Taxonomie a názvosloví
Podřád labyrintky (Anabantoidei) zahrnuje tři čeledi s 19 rody a přibližně 150 druhy:
Čeleď: Anabantidae – lezounovití
- rod: Anabas – lezoun
- rod: Ctenopoma – ostnovec
- rod: Microctenopoma – ostnovec nebo ostnoveček
- rod: Sandelia – sandélie

Čeleď: Helostomatidae – čichavcovití
- rod: Helostoma – čichavec

Čeleď: Osphonemidae – guramovití
- podčeleď: Belontiinae
  - rod: Belontia – rájovec nebo belontie
- podčeleď: Luciocephalinae
  - rod: Ctenops
  - rod: Luciocephalus – štikohlavec
  - rod: Parasphaerichthys
  - rod: Sphaerichthys – čichavec
  - rod: Trichogaster (=Colisa) – čichavec
  - rod: Trichopodus (=Trichogaster) – čichavec
- podčeleď: Macropodusinae[3]
  - rod: Betta – bojovnice
  - rod: Macropodus – rájovec
  - rod: Malpulutta – malpulutta
  - rod: Parosphromenus – rájovec nebo rájovčík
  - rod: Pseudosphromenus – rájovec
  - rod: Trichopsis – vrčivka
- podčeleď: Osphroneminae
  - rod: Osphronemus – gurama

Druhově nejbohatším rodem je bojovnice (Betta) s 68 popsanými druhy.
Pro drobné čichavce žijící v Přední Indii se do roku 1923 používalo rodové jméno Trichogaster, pro velké čichavce ze Zadní Indie se používalo jméno Trichopodus. Myers se však roku 1923 dopustil omylu a typový exemplář rodu Trichogaster, čichavce pruhovaného, určil jako čichavce šedého. Rodové jméno Trichogaster proto připadlo velkým čichavcům ze Zadní Indie a pro malé čichavce z Přední Indie se začalo používat jméno Colisa. Tento omyl byl odhalen až roku 1997 a přestože se dnes považují za správná původní jména, mylná rodová jména se stále hojně užívají.
Česká rodová jména čichavec a rájovec se používají pro více rodů z různých čeledí respektive podčeledí. Pro rod Parosphronemus se někdy užívá české rodové jméno rájovec, jindy rájovčík. České rodové jméno ostnovec se po vyčlenění rodu Microctenopoma z rodu Ctenopoma někdy používá pro oba rody, jindy se pro rod Microctenopoma používá české rodové jméno ostnoveček.
Za nejbližší příbuzné labyrintek se považují hadohlavci, kteří byli v některých starších systémech mezi labyrintky řazeni. Hadohlavci k dýchání nevyužívají labyrint ale jednodušší typ nadžaberního orgánu.

## Anatomie a fyziologie
Velikost dospělých labyrintek se pohybuje mezi 2–3 cm (u nejmenších rájovčíků) a přibližně 70 cm (u guram velkých.)

## Výskyt
Labyrintky se přirozeně vyskytují v teplých a sladkých vodách Asie a Afriky. Většina rodů i druhů pochází z jižní a jihovýchodní Asie, v Africe se vyskytují jen někteří zástupci čeledi lezounovití (rody Ctenopoma, Microctenopoma a Sandelia). Schopnost dýchat vzdušný kyslík umožňuje labyrintkám obývat biotopy s velmi málo prokyslyčenou vodu, například rýžová pole, některé labyrintky ale žijí i v rychle tekoucích a dobře okysličených vodách. Gurama velká byla jako oblíbená konzumní ryba vysazena téměř po celém světě, zejména v bývalých francouzských koloniích.

## Rozmnožování
U řady druhů labyrintek je výrazně vyvinut pohlavní dimorfismus, jejich samci bývají barevnější, větší a mívají prodloužené nepárové ploutve. Samice mohou být plnější v bříšku. Rozdíly v barevnosti se často zvýrazňují v období tření. Barevnost také závisí na sociálním postavení samce ve skupině, dominantní samci bývají zbarveni výrazně, submisivní mohou být zbarveni podobně jako samice. Mezi druhy s velmi nápadnými rozdíly ve zbarvení patří například čichavci zakrslí, medoví či perleťoví.
U některých druhů jsou naopak rozdíly mezi pohlavími nevýrazné nebo zcela nezřetelné.
U většiny labyrintek, zejména z čeledi guramovití, je výrazně vyvinuta péče o potomstvo. O potomstvo se starají především samci. U tzv. afrofilních druhů staví samci ve svém teritoriu pěnové hnízdo. To je tvořeno bublinkami z ústního sekretu a případně dalšími stavebními prvky, například listy rostlin. Hnízdo může být v závislosti na druhu umístěno buď na hladině nebo ve vodním sloupci – pod listy rostlin či v různých dutinách. Ke tření dochází obvykle pod hnízdem, jikry některých druhů jsou lehčí než voda a do hnízda samovolně stoupají. Jiné druhy mají jikry těžší než voda a samec je musí do hnízda umístit sám. Po výtěru samec hnízdo s jikrami a později nerozplavaným plůdkem pečlivě hlídá, opravuje a brání.
Samci jiných druhů, například některých bojovnic z rychle tekoucích vod, nosí jikry a nerozplavaný plůdek v tlamě.
U některých druhů labyrintek péče o potomstvo chybí, například čichavec líbající, lezoun indický nebo někteří ostnovci rodu Ctenopoma se vytírají do volné vody a o potomstvo se nestarají.

## Význam pro člověka

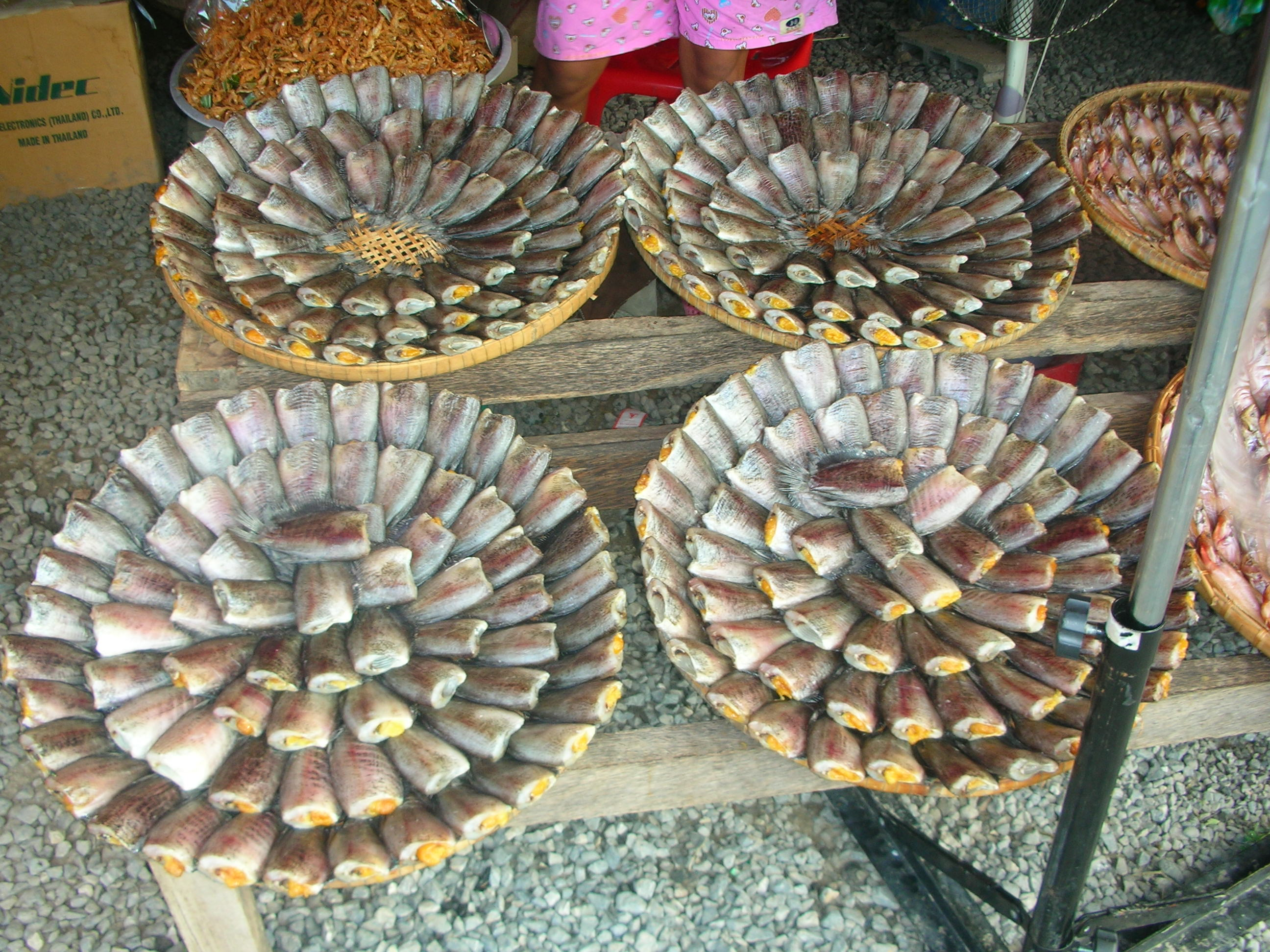
Sušení čichavci stříbřití na thajském trhu

Ve své domovině patří řada labyrintek mezi oblíbené konzumní ryby. Týká se to především guramy velké, která je pro svou velikost a chutné maso důležitou tržní rybou. Oblíbenou potravou jsou ale i menší druhy, jako lezouni indičtí, čichavci líbající, stříbřití a další.

## Akvaristika
Pro svou barevnost, malou velikost, relativní nenáročnost a především zajímavé chování patří mnoho druhů labyrintek k oblíbeným akvarijním rybám. Nezávislost labyrintek na kyslíku rozpuštěném ve vodě usnadnila v 19. století jejich import do Evropy i chov v jednoduchých akváriích. Roku 1869 byl do Paříže dovezen a Carbonnierem následně rozmnožen rájovec dlouhoploutvý. Stal se tak první tropickou rybou úspěšně odchovanou v Evropě. I v českých zemích stála u zrodu tropické akvaristiky labyrintka – bojovnice pestrá. Roku 1897 ji dovezl Enrique Stanko Vráz z Thajska, kde byla tradičně chována a šlechtěna pro rybí zápasy:
| „                                          | Svého času jsem několik těch rozkošných bojovných rybek přivezl až do Prahy, kde v útulné čítárně Náprstkova musea budily značnou pozornost přemnohých diváků. Ale před tím budily pozornost ještě značnější na dlouhé cestě z Indie až do Evropy. Ve vlaku, jenž mne vezl z Italie přes hory a doly do Čech, za studených dnů a nocí tiskl jsem láhve s drahocennou pro mne kořistí, se vzácnými rybkami, pod svrchním rouchem k prsům tak úzkostlivě, až jsem vzbudil podezření velmi bdělé pohraniční celní stráže jako nebezpečný člověk. Na štěstí však se nemohli dohledati celního zákona na tak maličké rybky, pročež se mne opět sňali těžké obvinění z podloudnictví – a možná, že dosti neradi. Proběhl jsem jim zkrátka se svými chráněnci pod kabátem skulinkou zákonů jako drobná rybka, octnuvši se v rybářově síti, vesele proplouvá velkým okem, jen že snad někde kromě nadání zavadí o motouzek. Dopravil jsem potom již bez překážky až do Prahy svůj poklad z dálného Siamu, kde takové rybky, na pohled nepatrné, v siamských lidech přímo rozpalují choutku hazardních sázek. | “ |
| — Enrique Stanko Vráz, V zemi bílého slona | |   |

Dnes je řada druhů labyrintek komerčně chována pro akvaristické účely. Mezi nejpopulárnější akvarijní ryby patří především některé asijské druhy z čeledi guramovití, kromě rájovců dlouhoploutvých a bojovnic pestrých také čichavci zakrslí, perleťoví, šedí a řada dalších. U některých druhů byly vyšlechtěny barevné nebo i tvarové formy. Významná je v tomto směru především bojovnice pestrá, jejíž chov a šlechtění jsou předmětem mezinárodních chovatelských soutěží.
Náročnější druhy jsou předmětem zájmu specialistů. Jedná se především o rájovčíky, štikohlavce a další druhy z černých pralesních vod. Tyto ryby jsou velmi náročné především na kvalitu a čistotu vody a obvykle se chovají samostatně v druhových nádržích.
Guramy velké bývají ozdobou velkých výstavních nádrží.